# Merodaque-Baladã II
Merodaque-Baladã, Marduque-Baladã ou Berodaque-Baladã II  (em acádio: ; romaniz.: Marduk-apla-iddina II; "Marduque ofereceu um filho") foi um rei caldeu que governou uma tribo chamada Bite-Iaquim por um tempo e depois se tornou rei da Babilônia entre os anos de 722 a.C. à 710 a.C. e, em seu segundo reinado, entre 703 a.C. à 701 a.C.. Seu reinado é definido por alguns historiadores como uma ilegítima Terceira dinastia do País do Mar, dentro da 10ª dinastia da Babilônia, ou dinastia assíria.
Possivelmente pode ser um descendente real, dando o nome de Eriba-Marduque (r. 802–796 a.C.), da Dinastia E da Babilônia, como seu antepassado.

## Biografia

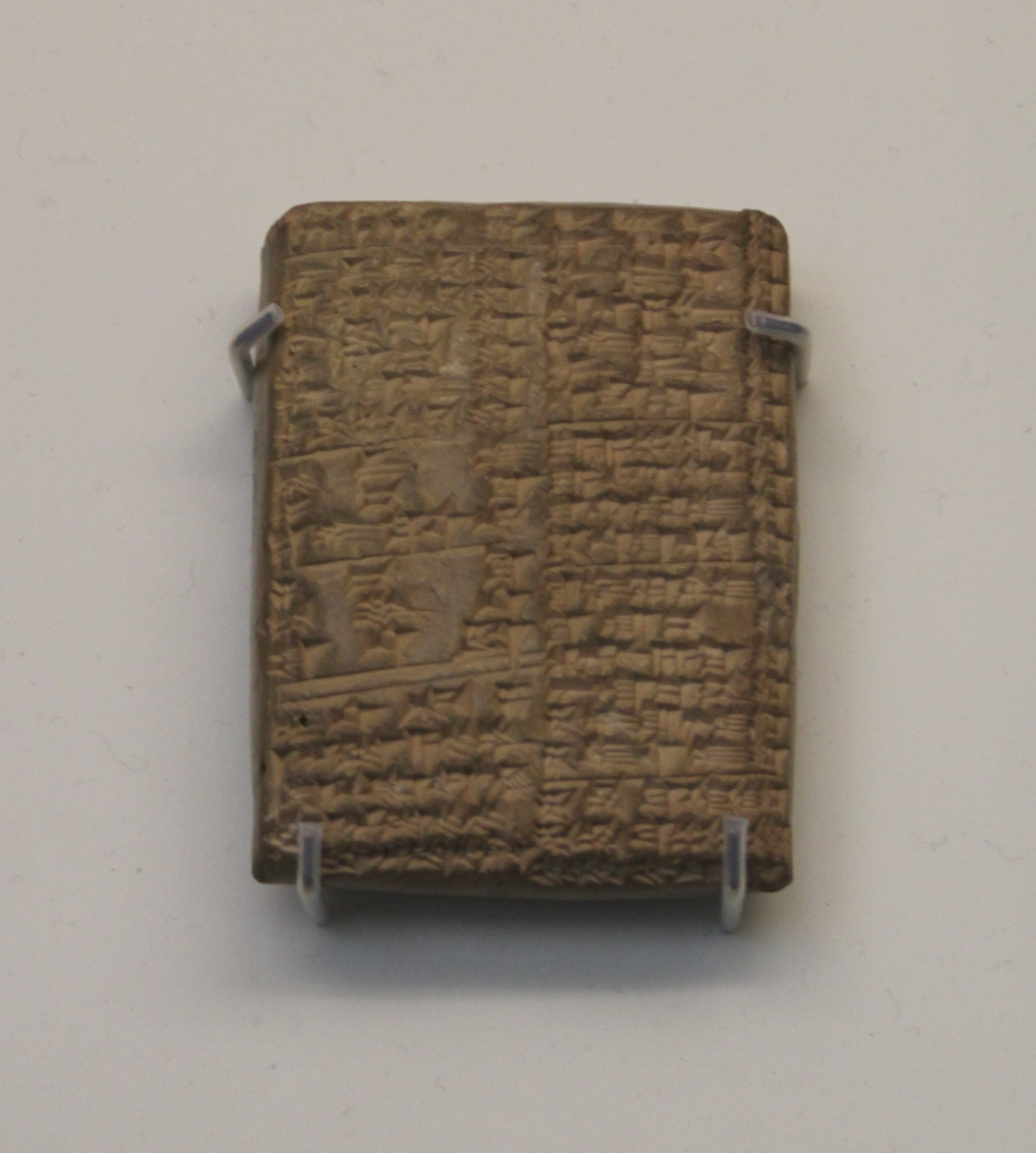
Tabuleta cuneiforme listando as plantas encontradas em um jardim real na Babilônia, durante o reinado de Merodaque-Baladã: cebola, alho, alho-poró, alfaces, pepinos, nabos, hortelã, agrião, tomilho e coentro. (BM 46226)

Durante seu primeiro reinado, Merodaque-Baladã II se aliou aos elamitas, pois queria se livrar da Assíria. Porém, o rei assírio Sargão II (r. 722–705 a.C.) ficou sabendo sobre esta rebelião, então não teve escolha senão depor os elamitas para sua terra Elão, em Arã e em Israel e tirar o rei caldeu do trono babilônico em 710 a.C., e assim a Babilônia ficou sob o poder assírio.
Em 703 a.C., enquanto os babilônios estavam guerreando contra os assírios, liderado por Senaqueribe (r. 705–681 a.C.), Merodaque-Baladã II conseguiu entrar na Babilônia e se declarar novamente rei. Durante seu segundo reinado, Merodaque-Baladã soube da doença de Ezequias (r. 726–697 a.C.), rei de Judá, e então enviou servos à Jerusalém. Após Ezequias ter mostrado aos servos o palácio inteiro e inclusive o templo, o profeta Isaías avisa que Judá seria tomada pelos babilônios, liderados por Nabucodonosor II (r. 605–562 a.C.), rei posterior de Merodaque-Baladã, e os três últimos reis seriam os escravos dele. Ao passar 9 meses, em 701 a.C., Merodaque-Baladã II guerreou contra os assírios em Quis, mas foi derrotado, e foi em Elão para sobreviver. Ele faleceu no exílio em 700 a.C..

### Cilindro de Merodaque-Baladã II

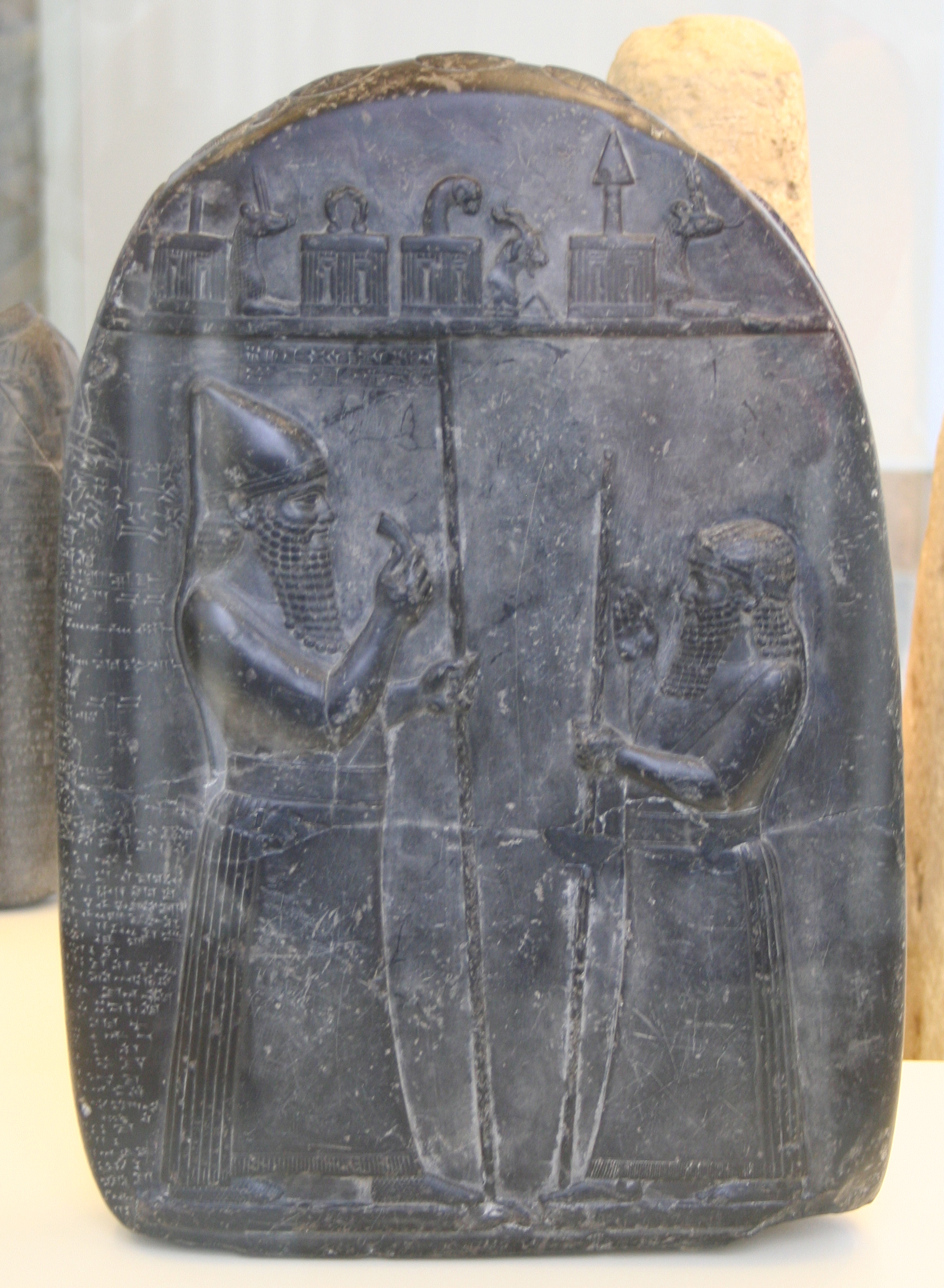
Cudurru de Merodaque-Baladã II no Museu do Antigo Oriente Próximo.

O cilindro de Merodaque-Baladã, com medida de 15,7 cm X 7,6 cm, é feito de três peças separadas encontradas em Ninrude em dias diferentes na câmara 4 do edifício ainda não identificado chamado provisoriamente Terraço do Zigurate, perto de uma porta no lado sul da sala, onde evidentemente não estava no local, mas solto entre o enchimento, tendo sido lançado ou destruído de algum outro lugar. Na mesma sala, havia sido jogado como lixo um grande número de letras assírias, encontradas incrustadas na terra ao longo do lado norte, e bloqueando duas portas.